# Gerald FitzMaurice (5e comte de Kildare)
Pour les articles homonymes, voir Gerald FitzGerald et FitzGerald.
Gerald Fitzmaurice FitzGerald   (mort le 13 octobre 1432) est le  5e comte de Kildare  de 1390 à sa mort.

## Biographie
Gerald est le fils aîné et successeur de Maurice FitzGerald. Il succède à son père en 1390 mais en 1398 il est capturé par An Calbhach Mór mac Murchada O' Connor Faly et il n'est relâcher qu'après l'intervention de son père Murchad mac Muircheartaig Óg et le paiement d'une forte rançon
Gerald exerce la fonction de Lord Justice d'Irlande en 1405. En 1407 il défait Tagdh Ó Cerbaill, roi d'Ely à Kilkenny et tue 800 de ses hommes .  Vers 1418 il apparaît comme un des chefs de l' opposition au Lord lieutenant d'Irlande, John Talbot 1er comte de Shrewsbury. Avec Christopher Preston, 2e Baron Gormanston (en), il est accusé de correspondance séditieuse avec  Thomas Le Boteller (en), le Prieur de l'Ordre des Hospitaliers de  Kilmainham, emprisonné et menacé de voir ses biens et ses titres confisqués. Aucune preuves plausibles de trahison n'est toutefois produite contre Kildare ou Gormanston, et ils sont relâchés et restaurés dans leurs domaines après avoir néanmoins versé 300 marks. il est peu  probable qu'aucun de ces deux piliers âgés de l'establishment Hiberno-Normand n'aient été coupable d'autre chose que d'opposition à la politique de Shrewsbury. a 
sa mort il est inhumé dans l'abbaye des franciscains de Kildare.

## Succession et postérité
Gerald FitzMaurice avait plusieurs enfants :  
a) Margarete de Rochefort qui lui donne
- Thomas héritier pré-décédé.

b) D'une seconde union avec Agnès Darcy, fille de Philippe Darcy, 4e Baron Darcy de Knayth et d'Elisabeth Gray :
- Elisabeth (morte en 1452)[7] épouse en premières noces de John Grey (mort vers 1430) 2e baron Gray de Codnor[3] et en secondes noces le 18 juillet 1432 James Butler (4e comte d'Ormonde).
- Richard réputé de naissance illégitime qui épousera Joan de Castelmartin héritière de Dunsany dont Anne KitzGerald épouse de Sir Christophe Plunket 1er baron de Dunsany

Son neveu John Cam fitz John FitzGerald revendique la succession comme 6e comte mais il doit faire face à l'opposition du comte d'Ormond.

## Source
- (en) T.W Moody, F.X. Martin, F.J. Byrne A New History of Ireland , Volume IX Maps, Genealogies, Lists. A companion to Irish History part II. Oxford University Press réédition 2011  (ISBN 978-0-199-59306-4).

- (en) Cet article est partiellement ou en totalité issu de l’article de Wikipédia en anglais intitulé « Gerald FitzGerald, 5th Earl of Kildare » (voir la liste des auteurs).